# Vaplan
Vaplan est une localité suédoise située dans la commune de Krokom, dans le Comté de Jämtland. Vaplan se trouve sur les bords du lac Alsensjön, à environ 35 km d'Östersund, sur la route européenne 14. La localité est située dans la paroisse de Näskott.